# Peter Benjamin Graham
Peter Benjamin Graham (Melbourne, 4 de juny de 1925 - Melbourne, 15 d'abril de 1987), va ser un artista visual, impressor i teòric de l'art australià.
L'any 1954, Graham va començar a explorar la fauna autòctona australiana (sobretot cangurs) i temes associats a la cultura aborigen, utilitzant els llenguatges visuals del modernisme figuratiu europeu i l'abstracció geomètrica posterior.
Va començar a desenvolupar una nova forma de geometria visual relacionada amb la teoria del caos a partir del 1960, que finalment es va anomenar "Orquestració temàtica". Aquest nou llenguatge visual habilità la desconstrucció en dues dimensions (2D), desconstrucció i síntesi d'un subjecte observat, d'una manera fonamentalment diferent de l'abstracció tradicional. L'Orquestració temàtica permet a l'artista 'fer créixer' una imatge, produint una invenció conscient gairebé infinita.
El 1964, Graham va començar a desenvolupar el que va anomenar un sistema de notació visual d'alt nivell per a imatges visuals pura, que primer va nomenar "Notation Painting" i posterior "New Epoch Art".
Graham es va convertir en un pioner del moviment Australian artist run initiative, engegant la The Queensberry Street Gallery en associació amb el Victorian Printmakers' Group des del 1973 fins al 1978.
El 2006, la pintura de Graham de 1945, Peter Lalor Addressing the Miners Before Eureka va aparèixer en una gran exposició itinerant australiana que celebrava el 150è aniversari del Fort Eureka. Aquesta pintura també apareix a Riot or Revolution, un documental d'història dramatitzada de la Rebel·lió del Fort Eureka dirigit per Don Parham i Produït per Parham Media Productions en associació amb l'Australian Broadcasting Corporation l'any 2.005.

## Biografia

### Primers anys

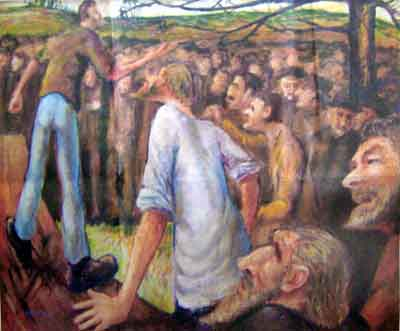
Peter Lalor adreçant-se als miners abans d'Eureka de Peter Graham, Oil On Canvas 1945

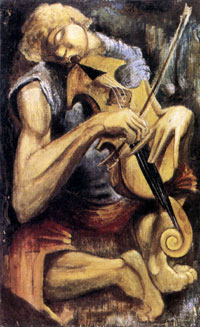
The Blind Fiddler de Peter Graham 1947, oli sobre tela de 81 × 51 cm

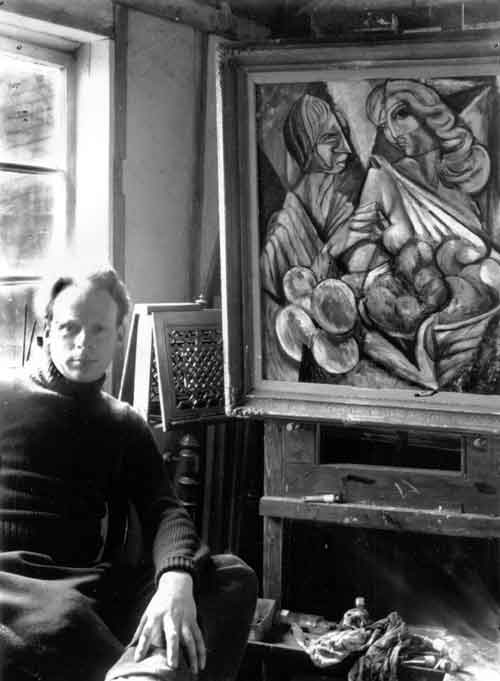
Graham al The Abbey Arts Center, Anglaterra, 1947, amb el seu quadre Old Age And Youth.

Peter Graham va néixer el 4 de juny de 1925 i es va criar al barri de Melwell de Hartwell. Va rebre una beca a la Melbourne Technical College Art School durant un any el 1939. Va estudiar Litografia de mans amb els estudis Ross McClintock (separació del color dels originals dels artistes, dibuixats com a plaques litogràfiques - 24 fulls positius, etc.) entre 1940 i 1941. Graham va ser contractat per PhotoGravures Pty Ltd. el 1941. Allà, va ser format per mestres artesans en reproducció de facsímils i tècniques de preimpressió de rotogravura durant els anys de guerra. Va rebre el 1946 el seu Certificat d'acabament d'aprenentatge.
Entre 1941 i 1946, Graham va estudiar belles arts amb Victor Greenhalgh i John Rowell en classes nocturnes al Melbourne Technical College (figura i retratat).
El 1945, Graham es va unir a la Victorian Artists Society, i va exposar el seu primer quadre a Austràlia a la War Exhibition a la Galeria Nacional de Victòria. Al mateix temps, va iniciar la seva associació amb el grup de realisme social de Melbourne que comprenia: Noel Counihan, Josl Berger, Victor O'Connor, Ma Mahood, Herbert McClintock, Rembrandt McClintock, Frank Andrew i Nutta Buzzacott. Exposà regularment a la Victory Artists Society fins al 1947.
El 1946, va ser guardonat amb el premi Ferntree Gully Art a la millor aquarel·la, 'Back Streets of Hawthorn', i un any després va rebre el premi The Herald al millor dibuix, 'The Smokers'. Va marxar a Anglaterra amb Grahame King l'agost de 1947.

### Estada a Europa
Entre 1947 i 1949, Graham va viure i pintar al The Abbey Arts Center de New Barnet Londres, juntament amb artistes com Leonard French, James Gleeson, Douglas Green, Stacha Halpern, Grahame King, Inge King i Robert Klippel. Durant aquest temps, també va fer amistat amb l'artista 'folk' irlandès Gerald Dillon que vivia a prop i que va introduir Graham als llenguatges visuals de Picasso i Matise. Va exposar en exposicions grupals a les galeries Berkeley de William Ohly i a la Contemporary Artists 'Society a Londres.
El 1948, Graham va estudiar dibuix a Bernard Meninsky a la Central School of Art de Londres. Però, com que anava curt de diners, va decidir tornar a treballar a Odhams Press, especialitzant-se en el procés Dultgen de mitges tonalitats invertides i la separació de colors emmascarats fins al 1950.
El 1950, Graham va viatjar per França i Itàlia abans de tornar a Sydney amb un contracte de tres anys a la Australian Consolidated Press, treballant com a especialista en separació de colors.

### Retorn a Austràlia
Entre 1951 i 1953, Graham va exposar pintures en diverses mostres de grup a Sydney, inclòs el Premi Inaugural Blake d'Art Religiós.

### Alice Springs
El 1954, Graham va conduir una moto BSA 500 sense parar de Sydney a Melbourne. Després de reconstruir la motocicleta, es va dirigir cap a Adelaida i es va dirigir en solitari per la ruta que ara és la carretera Stuart a Alice Springs durant cinc dies. Allà va treballar com a treballador de la construcció durant 18 mesos pintant de forma discreta, fins a finals de 1955. Durant aquest temps va treballar i pintar al costat d'artistes aborígens, Adolf Inkamala i els germans Pareroultja. Va ajudar a construir l'Església Memorial John Flynn i l'habitatge governamental a la Missió de Hermannsburg. A Hermannsburg, Graham va conèixer l'antropòleg Ted Strehlow, que va transformar la seva manera de veure el paisatge australià i la cultura aborigen

### Temporada a les Illes Fidji
Graham va romandre sis mesos pintant i dibuixant a les Illes Fidji durant l'any 1956.

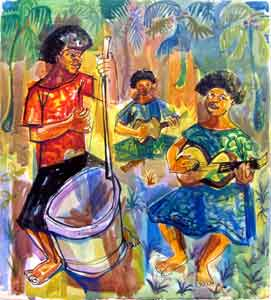
Fijian String Band de Peter Graham 1956 W / C i tinta sobre paper 43 x 39 cm

## The A Gallery (Melbourne)
1956–1960: Graham va tornar a Melbourne, es va incorporar a PhotoGravures Pty Ltd. Va compartir un estudi amb Leonard French i va fer amistat amb l'artista neozelandès George Johnson, que va introduir Graham en l'obra de Kandinsky, Klee i Mondrian. Va pintar una sèrie d'obres abstractes basades en la seva experiència a l'Austràlia Central. Aquestes van ser exposades a la galeria A (Melbourne) el 1960, fundada el mateix any per Max Hutchinson i Clement Meadmore.

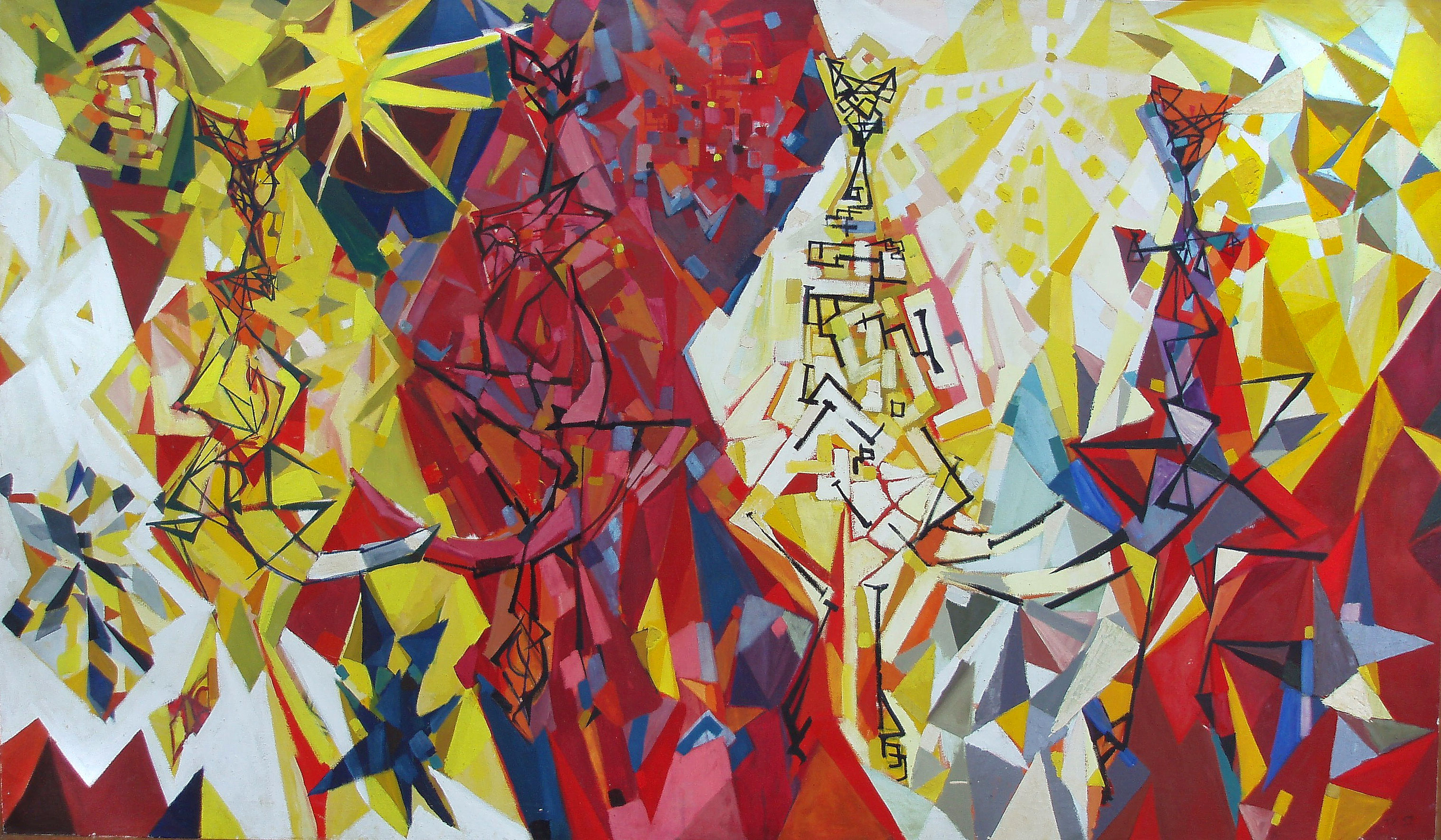
Cangur Paddock de Peter Benjamin Graham 1957, Oli molt a mà sobre tela, 1420mm × 2455mm

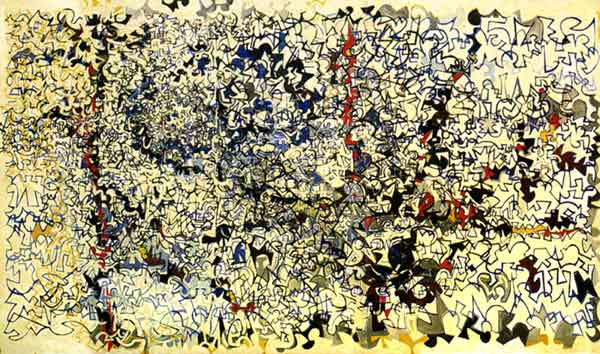
The Waters Of Lethe de Peter Benjamin Graham 1964 Oli sobre tela, 1680mm × 2890mm

## Extensió lineal
1961–1964 - Graham va completar una nova sèrie de pintures denominades Extensions lineals.
1964–1973 - Graham va fer estudis experimentals basats en el nou concepte de Notation Painting.
1965 - Graham va establir el seu propi negoci fotolític, Photocraft Services.
El 1967, el Reverend Alfred M Dickie va casar Graham i Cynthia Louis, que van criar una família de tres fills: Philip, Michaela i Euan Graham.

## Peter Graham Gallery - Queensberry Street Gallery (Melbourne)
Del 1971 al 1978, Graham va crear una sèrie de treballs experimentals mitjançant tècniques i materials fotogràfics i litogràfics.
El 1971, Graham va mantenir amistat amb l'artista Paul Cavell i va col·laborar amb ell en les seves notacions de pintura entre 1974 i 1976.
El 1973, va obrir la Peter Graham Gallery al 225 carrer Queensberry, Carlton (6 d'abril) amb un taller fotogràfic-litogràfic al mateix local. Va tancar aquesta galeria el 1974 i la va tornar a obrir com a Queensberry Street Gallery el 1977.
Exposicions en solitari de Graham a la Galeria Queensberry Street:
- Dibuixos i pintures de notació de 1973 de 1961 a 1973
- Aquarel·les australianes de 1954, 1955 i 1973
- 1974 Foresh Port Occidental
- 1977 Llocs del port occidental - Pintura de notació
- 1978 Enquesta de 1947 a 1978

Durant el 1977, Graham va col·laborar amb Noela Hjorth i el grup d'impressors victorians que en aquell moment estava pressionant per espai a l'espai proposat pel govern de Victoria al Meatmarket Craft Center. Va ser designat al Comitè provisional en les etapes formatives del Meatmarket Craft Center i va ajudar a elaborar un pla per a l'establiment d'un taller d'accés per a impressors al Meatmarket. Com a part de la seva participació, havia creat un servei de granat de plats per a artistes i estudiants d'impressió i es va convertir en el gerent d'aquesta instal·lació.
El Saló del grup de taller de Victorians Printmakers es va inaugurar a la Queensberry Street Gallery pel professor Bernard Smith el 26 de juliol de 1977.
Graham va tancar la seva galeria el 1978 i va traslladar el seu taller a un estudi casolà a Canterbury (Melbourne) a finals d'any.

## Anys finals
Entre 1979 i 1984, Graham va experimentar amb tècniques d'impressió esotèriques incloent col·lotips, i una nova forma de litografia sense pantalla utilitzant una placa d'alumini de to continu continu pre-sensibilitzada.
A partir de 1981, Graham va treballar en sèries de dibuixos anomenats Paradís Destruït (Destroyed Paradise), i va contribuir a diverses exposicions antinuclears.
1983 - Graham va tornar al seu tema de l'Austràlia Central amb una gran sèrie d'aquarel·les i olis titulada The Painted Land. Completat en aquest moment una memòria de la seva estada a Alice Springs, anomenada 'Journal of a Small Journey'. (Versió gravada a Arxius de la Biblioteca Nacional d'Austràlia, recollida per Barbara Blackman).
1984–1985 - Graham va pintar la sèrie Tragic Landscape.
Graham va tornar al desenvolupament de Notation Painting el 1986 en col·laboració amb el seu fill, Philip Mitchell Graham. Es va organitzar amb Jan Martin per a una exposició retrospectiva a la seva galeria del carrer Lyttleton, Castlemaine, Victoria.
Graham va ingressar a l'hospital on li van diagnosticar càncer de l'esòfag el desembre de 1986.
Graham va morir el 15 d'abril de 1987 a l'Hospital de Repatriació Heidelberg, Melbourne.
El 6 de juny de 1987 es va inaugurar una exposició commemorativa per a Graham a la Lyttleton Gallery, Castlemaine, al centre de Victòria, dos dies després del que hauria estat el seu 62è aniversari.

## Premis
- Premi d'Art Gully Ferntree a la millor aquarel·la: Back Streets of Hawthorn 1946
- Premi Herald al millor dibuix: The Smokers 1947[13]

## Publicacions
- Arena de l'Artista i la Realitat núm. 11[14]
- Notation Illustrations for The Westernport Bay Symposium[15]